# Faruq al-Qaddumi
Fārūq al-Qaddūmī (in arabo فاروق القدومي‎?; Jinsafut, 18 agosto 1931 – Amman, 22 agosto 2024) è stato un guerrigliero e politico palestinese, conosciuto col nome di battaglia di Abū Luṭf e cofondatore di al-Fath, Fārūq al-Qaddūmī fu anche Segretario generale del Comitato Esecutivo della stessa organizzazione guerrigliera palestinese e responsabile dell'Ufficio politico dell'Organizzazione per la Liberazione della Palestina a Tunisi (Tunisia).

## Biografia
Fārūq al-Qaddūmī, nato nella cisgiordanica Jinṣāfūt (in arabo جنصافوت‎?), nel Governatorato di Qalqilya, presso Nablus, si spostò con la sua famiglia ad Haifa durante la guerra arabo-israeliana del 1947-1948 nella Palestina mandataria. Durante quel conflitto, nel 1948, tornò a Nablus (Cisgiordania) e alla fine di quello stesso decennio iniziò a militare all'interno del partito politico laico e panarabo del Baʿth.
Espatriato in Arabia Saudita agli inizi degli anni Cinquanta, lavorò in campo petrolifero per l'Arab-American Petroleum Company (ARAMCO) e nel 1954 si recò in Egitto per studiare presso l'Università Americana del Cairo Scienze Economiche e Scienze Politiche. Qui conobbe Yāser ʿArafāt e Ṣalāḥ Khalef, con i quali condivise le idee circa la futura soluzione del problema palestinese.
Lasciò l'Egitto per il Kuwait, come d'altronde un gran numero di altri palestinesi, oltre ad ʿArafāt e a Khalef. Lì lavorò come funzionario in un Ministero. Nel 1959, con due suoi amici, Khalīl al-Wazīr e Maḥmūd ʿAbbās, fondò il Fatḥ. Assunse allora il nome di battaglia di Abū Luṭf (padre di Luṭf, ma anche "Padre dell'Amabilità").
Nel 1960 si trasferì negli Emirati Arabi Uniti. Tornò in seguito in Kuwait e nel 1965 iniziò a lavorare nel ministero della Sanità. Nel 1966 fu però costretto a lasciare il paese per le sue attività anti-governative in favore dell'Organizzazione per la Liberazione della Palestina. Decise allora di dedicarsi totalmente alla causa della Resistenza palestinese, effettuando numerosi viaggi tra Damasco e Il Cairo.
Nel 1967, creò un servizio d'intelligence e di controspionaggio in seguito seguito da Abū Iyād (Ṣalāḥ Khalef). Nel 1969, quando Abū ʿAmmār (Yāser ʿArafāt) venne nominato Presidente del Comitato Esecutivo (una sorta di governo) dell'OLP e al-Fatḥ assunse il controllo dell'Organizzazione, al-Qaddūmī diventò la personalità più rappresentativa dell'OLP, integrando il CE in quanto responsabile della mobilitazione delle organizzazioni popolari palestinesi. Nel 1973, a Damasco, successe ad Abū Saʿīd (Khāled al-Ḥasan) in quanto responsabile del Dipartimento politico dell'OLP, l'equivalente di un ministero degli Esteri.
Nel 1976, ʿArafāt e al-Qaddūmī s'incontrarono con Meir Vilner e Tawfiq Tubi, capi della fazione maggioritaria araba del partito comunista israeliano Maki. Questo incontro permise di varare una stretta collaborazione tra l'OLP e il Maki.
Nel 1983, a seguito della "rivolta dei colonnelli", il movimento conobbe una scissione, causata dalle profonde discordie riguardanti la "politica del dialogo" condotta da Yāser ʿArafāt. Al-Qaddūmī partecipò alle attività del Fatḥ Intifāḍa di Abū Mūsā (Muḥammad Saʿīd Mūsā Marāgha), autore di un tentativo d'ammutinamento contro Yāser ʿArafāt. Malgrado ciò fu nominato Segretario generale del CC del Fatḥ. Agli inizi degli anni Ottanta, l'OLP fu costretto ad abbandonare il Libano a causa dell'invasione israeliana e a riparare in Tunisia. Anche al-Qaddūmī si rifugiò a Tunisi.
Il 13 settembre 1993 furono firmati gli Accordi di Oslo. Al-Qaddūmī vi si oppose, accusando ʿArafāt e ʿAbbās di tradimento dei princìpi dell'OLP, rifiutandosi di tornare nei territori palestinesi con gli altri leader della Resistenza per dar vita ad un'Autorità Nazionale Palestinese. Da allora seguitò a vivere a Tunisi.
Con la morte di ʿArafāt l'11 novembre 2004, Al-Qaddūmī si auto proclamò successore alla guida del Fatḥ, contrapponendosi al presidente dell'ANP Maḥmūd ʿAbbās.